# Gavà
Gavà is een gemeente in Spaanse autonome regio Catalonië, in de provincie Barcelona. Gavà telt 46.266 inwoners (1 januari 2016). Het is een van de vele bedrijvenzones en residentiële voorsteden van de stad Barcelona. Gavà grenst aan de luchthaven El Prat.

## Demografische ontwikkeling
Bron: INE; 1857-2011: volkstellingen

## Geboren in Gavà
- Ángel Edo (4 augustus 1970), wielrenner
- Antoni Lima (22 september 1970), Andorrees voetballer
- Jandro Orellana (7 augustus 2000), Spaans voetballer